# Éric Sargiacomo
Éric Sargiacomo (ur. 31 października 1969 w Louhans) – francuski polityk i samorządowiec, poseł do Parlamentu Europejskiego X kadencji.

## Życiorys
Pochodzi z Saint-Sever, ma pochodzenie włosko-hiszpańsko-baskijskie. Kształcił się w zakresie prawa wspólnotowego na Université de Pau et des pays de l’Adour i Uniwersytecie w Bordeaux. Pracował m.in. w administracji gminy Saint-Sever i departamentu Landy.
W połowie lat 80. zaangażował się w działalność polityczną w ramach Partii Socjalistycznej. W 2021 wybrany do rady regionu Nowa Akwitania. W wyborach do Parlamentu Europejskiego w 2024 z ramienia koalicji skupionej wokół socjalistów uzyskał mandat posła do Europarlamentu X kadencji.
Żonaty z Nadine, córką Nicole Péry.